# Chiesa di San Bartolomeo (Bivona)
La chiesa di San Bartolomeo era una chiesa di Bivona, comune italiano della provincia di Agrigento in Sicilia, risalente al XIV secolo, situata tra via san Bartolomeo e via Ospedale, nella parte meridionale del paese. Si trovava presso l'antico ospedale di San Giacomo e Santa Maria della Catena, documentato a partire dal 1543.
In decadenza dal XVIII secolo, fu adibita negli anni '50 del XIX secolo a luogo di sepoltura e cessò di essere officiata dopo il 1882. Agli inizi del Novecento l'edificio fu venduto a privati e trasformato in abitazione. 
La chiesa era ad una sola navata (10 m x 20 m) ed era dotata di sagrestia e di un campanile. In facciata conserva un portale sei-settecentesco, ad arco, inquadrato da coppie di colonne a parete su piedistalli. Sulla cima è posta un'aquila in pietra, insieme ad una mano che regge un coltello, simbolo del martirio tramite scorticatura del santo titolare.